# Heliocidaris tuberculata
Heliocidaris tuberculata är en sjöborreart som först beskrevs av Jean-Baptiste Lamarck 1816.  Heliocidaris tuberculata ingår i släktet Heliocidaris och familjen Echinometridae. Inga underarter finns listade i Catalogue of Life.